# Nevado El Fraile
El Fraile (6.061 metros) es una montaña volcánica en Los Andes en la frontera entre Chile y Argentina. Junto con numerosos otros picos volcánicos en la región, incluyendo el Nevado Ojos del Salado, el volcán más alto del mundo, es parte de la Zona Volcánica Central. El pico más alto más cercano es el volcán Incahuasi, que está a 7,9 kilómetros al este.